# Залесье (Палехский район)
Зале́сье — деревня в Палехском районе Ивановской области России. Входит в состав Сакулинского сельского поселения.

## География
Деревня находится в центральной части Палехского района, в 11 км к востоку от Палеха (34 км по автодорогам). К западу от деревни находится исток речки Скивеска.

## Население
| 1859 | 1905 | 2010 |
| ---- | ---- | ---- |
| 58   | ↘51  | ↘5   |

## Инфраструктура
Личное подсобное хозяйство с зоной сельскохозяйственного использования, индивидуальная застройка усадебного типа.

## Транспорт
Просёлочные дороги.